# Afferde (Unna)
Afferde ist ein Stadtteil der westfälischen Stadt Unna im gleichnamigen Kreis mit mehr als 1800 Einwohnern.

## Geographie

### Lage
Afferde liegt im Nordwesten der Stadt Unna.

### Nachbargemeinden
Afferde grenzte im Jahr 1967 im Uhrzeigersinn im Norden beginnend an die Gemeinde Südkamen, an die Stadt Unna und an die Gemeinden Massen und Methler (alle im Kreis Unna).

## Geschichte
Afferde gehörte im Spätmittelalter und der Frühen Neuzeit in eigener Bauerschaft (Aefferen) im Kirchspiel und Amt Unna zur Grafschaft Mark. Laut dem Schatzbuch der Grafschaft Mark von 1486 hatten die 14 Steuerpflichtigen in der Bauerschaft zwischen 2 oirt und 6 Goldgulden an Abgabe zu leisten. Im Jahr 1705 waren in der Bauerschaft (Baurschaft Afferde) 17 Steuerpflichtige mit Abgaben an die Rentei Hamm im Kataster verzeichnet.
Im 19. Jahrhundert gehörte die Landgemeinde Afferde bei der Errichtung der Ämter in der preußischen Provinz Westfalen zum Amt Unna, dann zum Amt Unna-Kamen im Kreis Hamm. Im Jahr 1885 gab es in der Landgemeinde Afferde auf 500 ha Fläche, davon 398 ha Ackerland, 10 ha Wiesen, 1 ha Holzungen, 3 Wohnplätze, 47 Wohnhäuser mit 63 Haushaltungen und 429 Einwohner.
Heute noch erhalten ist der vom Haus Brockhausen zu unterscheidende Oberhof Brockhausen (Haupthof einer sogenannten Villikation). Anlässlich der Auskreisung der Stadt Hamm am 1. April 1901 wurde aus dem Kreis der Landkreis Hamm. Nach einer Gebietserweiterung im Jahr 1929 wurde dieser im Oktober 1930 in Kreis Unna umbenannt. Von 1799 bis 1964 stand in der Afferder Bauerschaft Vaersthausen die zur Saline Königsborn gehörende Feuermaschine; außerdem bestanden hier zwei große Gradierwerke. Am 1. Januar 1968 wurden die bisherigen Gemeinden Afferde, Billmerich, Hemmerde, Kessebüren, Lünern, Massen, Mühlhausen, Siddinghausen, Stockum, Uelzen und Westhemmerde mit der Stadt Unna zusammengeschlossen. Das bisherige Amt Unna-Kamen wurde aufgelöst.

### Wappen
| Wappen der ehemaligen Gemeinde Afferde, Kreis Unna | Blasonierung: „In Gold (Gelb) über dreireihig rot-silbern (weiß) geschachtem Schildfuß das silberne (weiße) Maschinenhaus der Saline Königshorn mit roten Dächern.“ |
| Wappen der ehemaligen Gemeinde Afferde, Kreis Unna | Wappenbegründung: Das Wappen wurde am 31. Oktober 1938 vom Oberpräsidenten der Provinz Westfalen genehmigt. Die Saline Königsborn war eine vom preußischen Staat im Jahr 1734 gegründete Saline im damaligen Afferder Ortsteil Königsborn und trug so wesentlich zur Entwicklung der Gemeinde bei. Der geschachte Schildfuß entstammt dem Wappen der Grafen von der Mark, frühere Landesherren über das Gemeindegebiet. |

## Einwohnerentwicklung
| Jahr | Einwohner |
| ---- | --------- |
| 1849 | 0277      |
| 1910 | 0725      |
| 1931 | 0686      |
| 1956 | 0738      |
| 1961 | 0703      |
| 1967 | 0761      |
| 1987 | 1701      |
| 2013 | 1825      |

## Verkehr
Die Landesstraße L 663 verbindet Afferde im Südwesten mit Dortmund und Castrop-Rauxel und im Nordosten mit Kamen, Heeren-Werve, Flierich und Osterflierich. Auf der Kreisstraße K 39 gelangt man nach Methler und Unna.